# 中國共產黨上海市委員會宣傳部
中國共產黨上海市委員會宣傳部，簡稱中共上海市委宣傳部，是中國共產黨上海市委員會下轄的一個負責宣傳的部門，成立於1950年3月。
1957年3月，中國共產黨上海市委員會文藝工作部併入宣傳部。1967年1月，上海市委宣傳部停止辦公。1977年11月，中國共產黨上海市委員會恢復組建宣传部。
2018年，根据《深化党和国家机构改革方案》的相关要求，上海市新闻出版局（版权局）并入中共上海市委宣传部，对外保留牌子；上海市文化广播影视管理局的电影管理职责并入中共上海市委宣传部，对外保留市电影局牌子。